# Selections from Welcome Stranger
Selections from Welcome Stranger – album muzyczny piosenkarza Binga Crosby’ego wydany w 1947 roku przez Decca Records, nagrywany w 1946. Zawierał piosenki zaprezentowane przez Crosby’ego w filmie Witaj, przybyszu (ang. Welcome Stranger). Utwory zawarte w tym albumie to: „As Long As I’m Dreaming”, „Smile Right Back at the Sun”, „Country Style (Square Dance)” oraz „My Heart Is a Hobo”.

## Lista utworów
Wszystkie piosenki zostały napisane przez Jimmy'ego Van Heusena (muzyka) i Johnny'ego Burke'a (teksty).
Utwory znalazły się na 2-płytowym, 78-obrotowym zestawie, Decca Album No. A-531.
płyta 1
| 1. | „As Long As I'm Dreaming” (nagrany 14 listopada 1946)     | 3:07  |
|    |                                                           |       |
| 2. | „Smile Right Back at the Sun” (nagrany 14 listopada 1946) | 2:41  |
|    |                                                           |       |
|    |                                                           | 05:48 |
|    |                                                           |       |
płyta 2
| 1. | „Country Style (Square Dance)” (nagrany 19 listopada 1946) | 3:13  |
|    |                                                            |       |
| 2. | „My Heart Is a Hobo” (nagrany 19 listopada 1946)           | 2:35  |
|    |                                                            |       |
|    |                                                            | 05:48 |
|    |                                                            |       |